# Juan Giménez

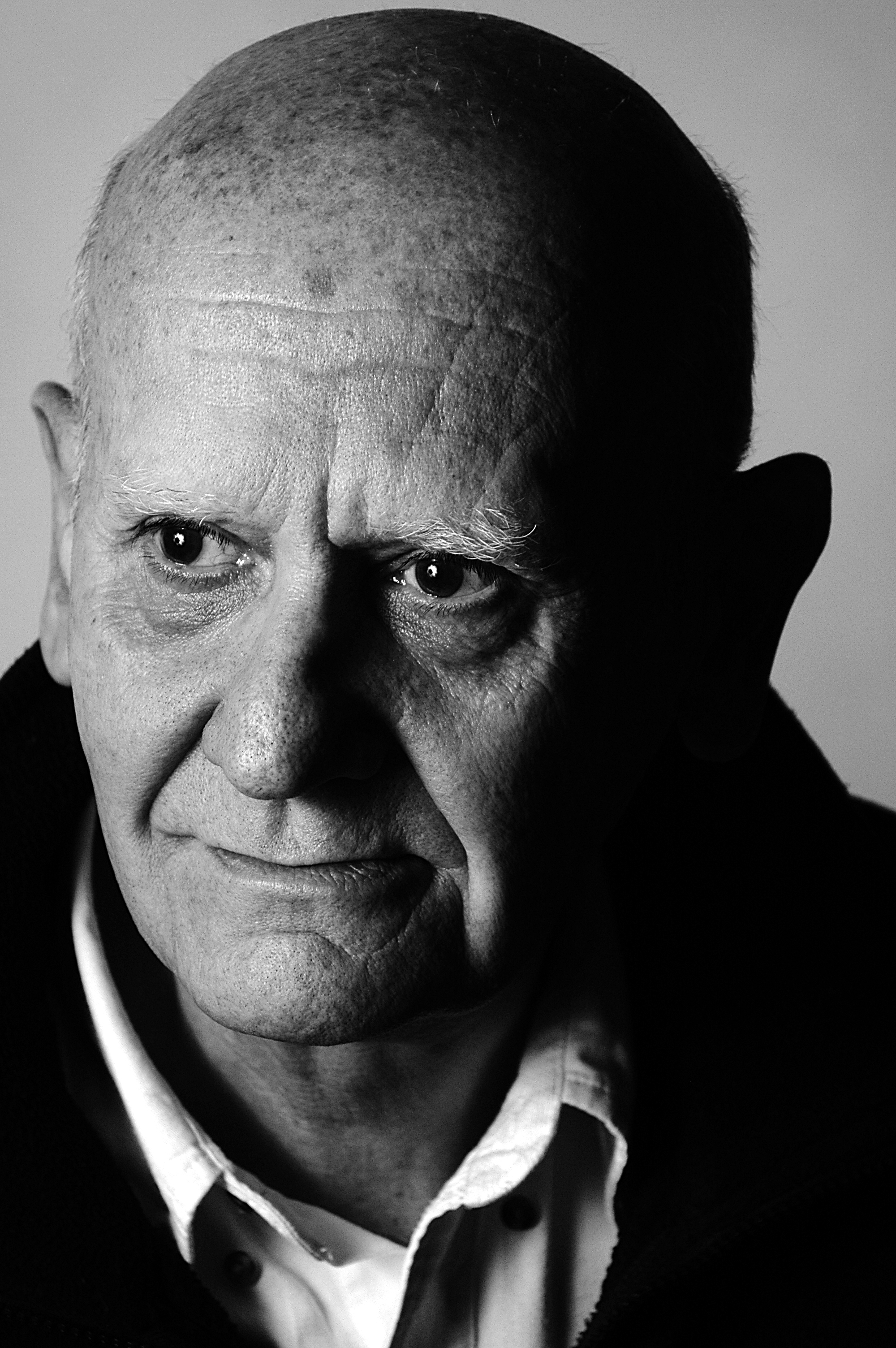
Juan Giménez (2006)

Juan Antonio Giménez López (* 26. November 1943 in Mendoza, Argentinien; † 2. April 2020 ebenda) war ein argentinischer Comiczeichner. Er war unter anderem bekannt durch die Serie Die Meta-Barone (zusammen mit Alejandro Jodorowsky), die im fiktiven Universum von Der Incal handelt.
Seine ersten Comics zeichnete er mit 16 Jahren. Später entwarf er Storyboards für Werbespots. Ende der 1970er zog er nach Spanien und arbeitete unter anderem für französische, spanische und italienische Magazine. 1979 veröffentlichte er mit Estrella Negra sein erstes Comic in Farbe. Es folgten weitere Alben vor allem aus dem Bereich der Science Fiction, mit denen er sich einen Namen machte. Er wurde mit mehreren Comicpreisen ausgezeichnet.
Er wirkte unter anderem an dem Film Heavy Metal mit. Sein Studio befand sich in Sitges, einem Ort in der Nähe von Barcelona.
Am 2. April 2020 verstarb Giménez während der COVID-19-Pandemie in Argentinien im Alter von 76 Jahren an den Folgen einer SARS-CoV-2-Infektion.

## Werke
- Die Kaste der Meta-Barone, acht Bände
- Die Vierte Macht, vier Bände
- Leo Roa
- Ich, der Drache
- Müll (mit Trillo)
- Auf den Schwingen der Zeit